# مراسخون علیا
مراسخون علیا، روستایی از توابع بخش رستم شهرستان ممسنی در استان فارس ایران است. روستایی با طبیعت بکر و دلنشین که در کنار رود خانه تنگ شیو واقع شده است و مردم روستا از آب رود خانه برای کشاورزی و مخصوصا کشت برنج استفاده می‌کنند. این روستا ظرفیتهای بسیاری برای کشاورزی دارد و زمین های بسیاری سالانه توسط مردم روستا کشت میشوند.
روستای مراسخون علیا قبل از انقلاب اسلامی، در مبارزات انقلابی فعال بوده و با شروع هشت سال جنگ تحمیلی، تعداد زیادی از مردم بصورت داوطلبانه در جبهه‌ها حضور یافتند و در خط مقدم مبارزه با دشمن بعثی، ۹ شهید والامقام را به انقلاب و نظام مقدس جمهوری اسلامی تقدیم کردند.

## جمعیت
این روستا در دهستان رستم سه قرار دارد و براساس سرشماری مرکز آمار ایران در سال ۱۳۸۵، جمعیت آن ۶۹۰ نفر (۱۴۸خانوار) بوده‌است.